# Condado de Johnson (Texas)
O Condado de Johnson é um dos 254 condados do estado norte-americano do Texas. A sede do condado é Cleburne, e sua maior cidade é Cleburne.
O condado possui uma área de 1 902 km² (dos quais 13 km² estão cobertos por água), uma população de 126 811 habitantes, e uma densidade populacional de 67 hab/km² (segundo o censo nacional de 2000).
O condado foi criado em 1854.